# Hodal
Hodal is een stad en gemeente in het district Palwal van de Indiase staat Haryana. 

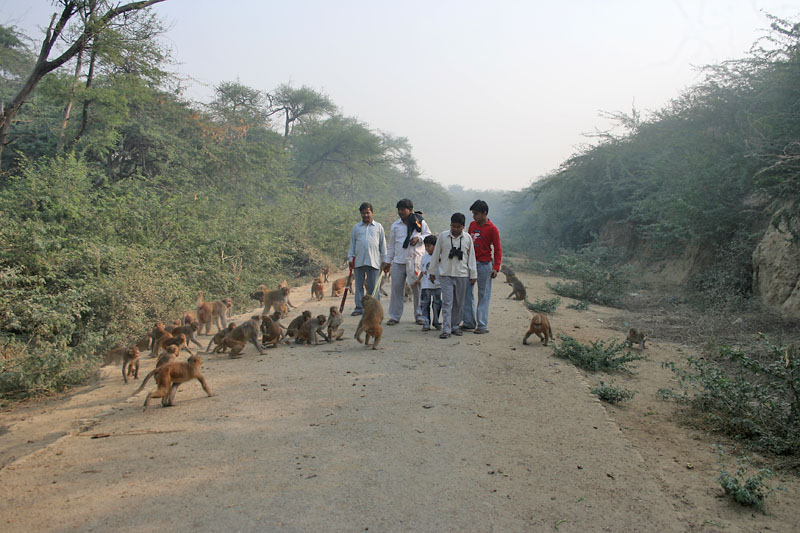
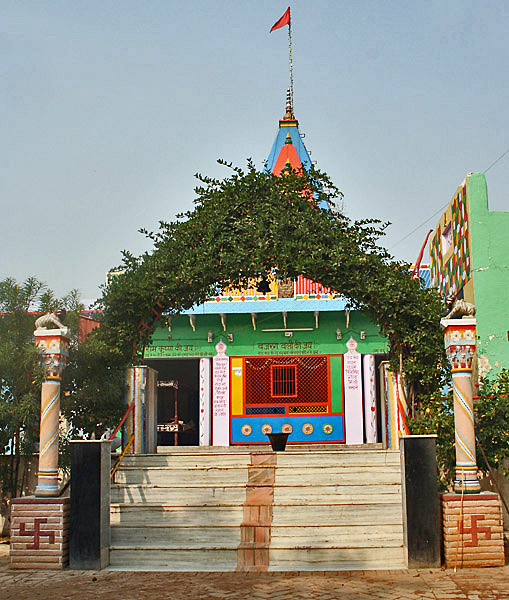

## Demografie
Volgens de Indiase volkstelling van 2001 wonen er 38.306 mensen in Hodal, waarvan 53% mannelijk en 47% vrouwelijk is. De plaats heeft een alfabetiseringsgraad van 57%. 